# Alemania en los Juegos Olímpicos de Atenas 2004
Alemania estuvo representada en los Juegos Olímpicos de Atenas 2004 por un total de 441 deportistas que compitieron en 29 deportes.  
El portador de la bandera en la ceremonia de apertura fue el jinete Ludger Beerbaum.

## Medallistas
El equipo olímpico alemán obtuvo las siguientes medallas:
| Atleta | Deporte               | Competición                    |
| --- | --------------------- | ------------------------------ |
| Oro |                       |                                |
| Jens Fiedler Stefan Nimke Rene Wolff                                                                        | Ciclismo en pista     | Velocidad por eqs. M           |
| Anna Dogonadze                                                                                              | Gimnasia en trampolín | Individual F                   |
| Heike Kemmer (Bonaparte) Hubertus Schmidt (Wansuela Suerte) Martin Schaudt (Weltall) Ulla Salzgeber (Rusty) | Hípica                | Doma por eqs.                  |
| Equipo | Hockey sobre hierba   | Torneo F                       |
| Yvonne Bönisch                                                                                              | Judo                  | –57 kg F                       |
| Andreas Dittmer                                                                                             | Piragüismo            | C1 500 m M                     |
| Christian Gille Tomasz Wylenzek                                                                             | Piragüismo            | C2 1000 m M                    |
| Ronald Rauhe Tim Wieskötter                                                                                 | Piragüismo            | K2 500 m M                     |
| Birgit Fischer Maike Nollen Katrin Wagner Carolin Leonhardt                                                 | Piragüismo            | K4 500 m F                     |
| Katrin Rutschow-Stomporowski                                                                                | Remo                  | Scull ind. (W1X) F             |
| Kathrin Boron Meike Evers Manuela Lutze Kerstin El Qalqili                                                  | Remo                  | Cuatro scull (W4X) F           |
| Ralf Schumann                                                                                               | Tiro                  | Pistola rápida de fuego 25 m M |
| Manfred Kurzer                                                                                              | Tiro                  | Blanco móvil 10 m M            |
| Plata |                       |                                |
| Steffi Nerius                                                                                               | Atletismo             | Jabalina F                     |
| Nadine Kleinert                                                                                             | Atletismo             | Peso F                         |
| Equipo | Balonmano             | Torneo M                       |
| Judith Arndt                                                                                                | Ciclismo en ruta      | Ruta F                         |
| Imke Duplitzer Claudia Bokel Britta Heidemann                                                               | Esgrima               | Espada por eqs. F              |
| Ulla Salzgeber (Rusty)                                                                                      | Hípica                | Doma ind.                      |
| Steffen Driesen Jens Kruppa Thomas Rupprath Helge Meeuw                                                     | Natación              | 4 × 100 m estilos M            |
| Andreas Dittmer                                                                                             | Piragüismo            | C1 1000 m M                    |
| Andreas Ihle Mark Zabel Björn Bach Stefan Ulm                                                               | Piragüismo            | K4 1000 m M                    |
| Birgit Fischer Carolin Leonhardt                                                                            | Piragüismo            | K2 500 m F                     |
| Marcus Becker Stefan Henze                                                                                  | Piragüismo en eslalon | C2 M                           |
| Peggy Waleska Britta Oppelt                                                                                 | Remo                  | Doble scull (W2X) F            |
| Daniela Reimer Claudia Blasberg                                                                             | Remo                  | Doble scull ligero (LW2X) F    |
| Andreas Wels Tobias Schellenberg                                                                            | Saltos                | Trampolín 3 m sincro. M        |
| Nicolas Kiefer Rainer Schüttler                                                                             | Tenis                 | Dobles M                       |
| Christian Lusch                                                                                             | Tiro                  | Rifle 50 m M                   |
| Bronce |                       |                                |
| Rustam Rachimow                                                                                             | Boxeo                 | Mosca (51 kg) M                |
| Vitali Tajbert                                                                                              | Boxeo                 | Pluma (57 kg) M                |
| Sabine Spitz                                                                                                | Ciclismo de montaña   | Campo a través F               |
| Stefan Nimke                                                                                                | Ciclismo en pista     | 1000 m contrarreloj M          |
| Guido Fulst                                                                                                 | Ciclismo en pista     | Carrera por puntos M           |
| Rene Wolff                                                                                                  | Ciclismo en pista     | Velocidad ind. M               |
| Daniel Strigel Sven Schmid Jörg Fiedler                                                                     | Esgrima               | Espada por eqs. M              |
| Equipo | Fútbol                | Torneo F                       |
| Henrik Stehlik                                                                                              | Gimnasia en trampolín | Individual M                   |
| Marco Kutscher (Montender)                                                                                  | Hípica                | Saltos ind.                    |
| Christian Ahlmann (Coster) Otto Becker (Dobels Cento) Marco Kutscher (Montender)                            | Hípica                | Saltos por eqs.                |
| Equipo | Hockey sobre hierba   | Torneo M                       |
| Julia Matijass                                                                                              | Judo                  | –48 kg F                       |
| Annett Böhm                                                                                                 | Judo                  | –70 kg F                       |
| Michael Jurack                                                                                              | Judo                  | –100 kg M                      |
| Antje Buschschulte                                                                                          | Natación              | 200 m espalda F                |
| Anne Poleska                                                                                                | Natación              | 200 m braza F                  |
| Antje Buschschulte Sarah Poewe Franziska van Almsick Daniela Götz                                           | Natación              | 4 × 100 m estilos F            |
| Franziska van Almsick Petra Dallmann Antje Buschschulte Hannah Stockbauer                                   | Natación              | 4 × 200 m libre F              |
| Stefan Pfannmöller                                                                                          | Piragüismo en eslalon | C1 M                           |